# Мохнатушка
Мохнату́шка (рос. Мохнатушка) — селище у складі Барнаульського міського округу Алтайського краю, Росія.

## Населення
Населення — 255 осіб (2010; 195 у 2002).
Національний склад (станом на 2002 рік):
- росіяни — 85 %